# 김일 (1900년)
김일(金一, 1900년 8월 8일~)은 대한민국의 정치인이다. 제3대 국회의원을 지냈다.
한성부 태생이며 제3대 국회의원 선거에서 자유당 소속으로 성북구 선거구에 출마해 당선되었다.

## 약력
- 구성공립보통학교 졸업
- 중국 난징 금릉 대학 수료
- 독립촉성국민회 선전ㆍ노동ㆍ정보부장
- 군경원호회 서울특별 시지부장
- 성북구 동연합회장
- 자유당 중앙집행위원
- 반탁투쟁위원회 중앙위원
- 의용소방대장 겸 중앙협회장

## 역대 선거 결과
|  | 28.82% |

|  | 1.36% |